# Atletica leggera alla XXX Universiade - 200 metri piani maschili
La specialità dei 200 metri piani maschili alla Universiade di Napoli 2019 si è svolta tra il 10 ed l'11 luglio 2019.

## Podio
| Oro     | Paulo André de Oliveira Brasile |
| Argento | Chederick van Wyk Sudafrica     |
| Bronzo  | Marcus Lawler Irlanda           |

## Risultati

### Batterie
Passano alle semifinali i primi due atleti di ogni batteria (Q) e i sei atleti con i migliori tempi tra gli esclusi (q).

Vento:

Batteria 1: +0,3 m/s, Batteria 2: +0,3 m/s, Batteria 3: +0,3 m/s, Batteria 4: -1,3 m/s, Batteria 5: -0,3 m/s

Batteria 6: -1,1 m/s, Batteria 7: -0,8 m/s, Batteria 8: -0,6 m/s, Batteria 9: -0,5 m/s
| Posizione | Batteria | Nome                           | Nazione            | Tempo | Note                                     |
| --------- | -------- | ------------------------------ | ------------------ | ----- | ---------------------------------------- |
| 1         | 5        | Ko Seung-hwan                  | Corea del Sud      | 20.68 | Q,                                       |
| 2         | 5        | Marcus Lawler                  | Irlanda            | 20.76 | Q                                        |
| 3         | 1        | Chederick van Wyk              | Sudafrica          | 20.93 | Q                                        |
| 4         | 9        | Yang Chun-han                  | Taipei Cinese      | 20.94 | Q                                        |
| 5         | 7        | Jun Yamashita                  | Giappone           | 20.97 | Q                                        |
| 6         | 3        | César Ramírez                  | Messico            | 20.97 | Q                                        |
| 7         | 8        | Jordan Broome                  | Regno Unito        | 21.05 | Q                                        |
| 8         | 8        | Zdeněk Stromšík                | Rep. Ceca          | 21.06 | Q,                                       |
| 9         | 6        | Ján Volko                      | Slovacchia         | 21.14 | Q                                        |
| 10        | 4        | Paulo André de Oliveira        | Brasile            | 21.17 | Q                                        |
| 11        | 1        | Yoshihiro Someya               | Giappone           | 21.20 | Q                                        |
| 12        | 8        | Rodrigo do Nascimento          | Brasile            | 21.21 | q                                        |
| 13        | 9        | Wang Yu                        | Cina               | 21.26 | Q                                        |
| 14        | 7        | Muhammed Variyathodi           | India              | 21.27 | Q                                        |
| 15        | 2        | Wei Tai-sheng                  | Taipei Cinese      | 21.29 | Q                                        |
| 16        | 6        | Simone Tanzilli                | Italia             | 21.29 | Q                                        |
| 17        | 3        | Silvan Wicki                   | Svizzera           | 21.35 | Q                                        |
| 18        | 1        | Jiang Jiehua                   | Cina               | 21.38 | q                                        |
| 19        | 5        | Xholani Talane                 | Botswana           | 21.38 | q,                                       |
| 20        | 5        | Nutthapong Veeravongratanasiri | Thailandia         | 21.40 | q                                        |
| 21        | 9        | Pietro Pivotto                 | Italia             | 21.42 | q                                        |
| 22        | 7        | Leon Tafirenyika               | Zimbabwe           | 21.42 | q,                                       |
| 23        | 4        | Markus Fuchs                   | Austria            | 21.43 | Q                                        |
| 24        | 6        | Thabiso Sekgopi                | Botswana           | 21.50 |                                          |
| 25        | 7        | Chayut Khongprasit             | Thailandia         | 21.54 |                                          |
| 26        | 9        | Damil Sutzhanov                | Kazakistan         | 21.55 |                                          |
| 27        | 1        | Benson Okot                    | Uganda             | 21.57 |                                          |
| 28        | 3        | Joachim Sandberg               | Norvegia           | 21.62 |                                          |
| 29        | 2        | Imri Persiado                  | Israele            | 21.65 | Q                                        |
| 30        | 3        | Vadivelu Kannadasan            | India              | 21.65 |                                          |
| 31        | 2        | Oleksiy Pozdnyakov             | Ucraina            | 21.67 |                                          |
| 32        | 8        | Alexandru Terpezan             | Romania            | 21.74 |                                          |
| 33        | 5        | Tan Zong Yang                  | Singapore          | 21.75 |                                          |
| 34        | 8        | Iván Eduardo Moreno            | Messico            | 21.75 |                                          |
| 35        | 8        | Sergey Russak                  | Kazakistan         | 21.87 |                                          |
| 36        | 9        | Vojtěch Svoboda                | Rep. Ceca          | 21.97 |                                          |
| 37        | 1        | Edgar Silwimba                 | Zambia             | 22.00 |                                          |
| 38        | 8        | Lukáš Púchovský                | Slovacchia         | 22.03 | Miglior prestazione personale stagionale |
| 39        | 2        | Enzo Faulbaum                  | Cile               | 22.03 |                                          |
| 40        | 4        | Pablo Zuliani                  | Argentina          | 22.08 |                                          |
| 41        | 2        | Mohamad Merhe Mortada          | Libano             | 22.12 |                                          |
| 42        | 6        | Rico Tse Yee Hin               | Hong Kong          | 22.13 |                                          |
| 43        | 2        | Chan Yan Lam                   | Hong Kong          | 22.14 |                                          |
| 44        | 6        | Barnabas Aggerh                | Ghana              | 22.14 |                                          |
| 45        | 4        | Mohamed Guettouche             | Algeria            | 22.29 |                                          |
| 46        | 6        | Ahmed Jumah                    | Arabia Saudita     | 22.29 |                                          |
| 47        | 6        | Mantas Šeštokas                | Lituania           | 22.32 |                                          |
| 48        | 1        | Reinis Kreipans                | Lettonia           | 22.35 | Miglior prestazione personale            |
| 49        | 2        | Obrey Chabala                  | Zambia             | 22.35 |                                          |
| 50        | 4        | Oliver Mwimba                  | RD del Congo       | 22.40 |                                          |
| 51        | 8        | Jakob Vodeb                    | Slovenia           | 22.63 |                                          |
| 52        | 3        | Rabiou Hima Matto              | Niger              | 22.81 |                                          |
| 53        | 7        | Gihan Ranaweera                | Sri Lanka          | 22.87 |                                          |
| 54        | 5        | Majid Khadeem Al-Maqbali       | Oman               | 23.23 | Miglior prestazione personale            |
| 55        | 3        | Sean Kaufman                   | Filippine          | 23.62 |                                          |
| 56        | 3        | Jean Bruno Kadda               | Rep. Centrafricana | 24.06 |                                          |
| 57        | 7        | Saif Abdullah Al-Maqbali       | Oman               | 24.37 | Miglior prestazione personale            |
|           | 1        | Timothee Yap                   | Singapore          | DNF   |                                          |
|           | 4        | Sergio Germain                 | Cile               | DNF   |                                          |
|           | 5        | Abdullah Al-Subaie             | Arabia Saudita     | DNF   |                                          |
|           | 3        | Yahaya Maliamungu              | Uganda             | DQ    | R163.3a                                  |
|           | 5        | Edmond Murataj                 | Albania            | DQ    | R163.3a                                  |
|           | 1        | Frederik Schou-Nielsen         | Danimarca          | DNS   |                                          |
|           | 4        | Uzzal Sutradhar                | Bangladesh         | DNS   |                                          |
|           | 4        | Carlos Nascimento              | Portogallo         | DNS   |                                          |
|           | 7        | Sarfo Ansah                    | Ghana              | DNS   |                                          |
|           | 7        | Karson Kowalchuk               | Canada             | DNS   |                                          |
|           | 9        | Even Meinseth                  | Norvegia           | DNS   |                                          |
|           | 9        | Ionut-Andrei Neagoe            | Romania            | DNS   |                                          |

### Semifinali
Passano alla finale i primi due atleti di ogni batteria (Q) e i due atleti con i migliori tempi tra gli esclusi (q).

Vento:

Batteria 1: -0,2 m/s, Batteria 2: +0,2 m/s, Batteria 3: -0,6 m/s
| Posizione | Batteria | Nome                           | Nazione       | Tempo | Note    |
| --------- | -------- | ------------------------------ | ------------- | ----- | ------- |
| 1         | 1        | Paulo André de Oliveira        | Brasile       | 20.71 | Q       |
| 2         | 1        | Jun Yamashita                  | Giappone      | 20.73 | Q       |
| 3         | 1        | Marcus Lawler                  | Irlanda       | 20.73 | q       |
| 4         | 3        | Chederick van Wyk              | Sudafrica     | 20.77 | Q       |
| 5         | 2        | Jordan Broome                  | Regno Unito   | 20.80 | Q       |
| 6         | 2        | Ján Volko                      | Slovacchia    | 20.83 | Q       |
| 7         | 2        | Ko Seung-hwan                  | Corea del Sud | 20.99 | q       |
| 8         | 1        | Simone Tanzilli                | Italia        | 21.07 |         |
| 9         | 3        | Zdeněk Stromšík                | Rep. Ceca     | 21.07 | Q,      |
| 10        | 3        | Wei Tai-sheng                  | Taipei Cinese | 21.08 |         |
| 11        | 2        | Yoshihiro Someya               | Giappone      | 21.09 |         |
| 12        | 1        | Silvan Wicki                   | Svizzera      | 21.13 |         |
| 13        | 3        | Muhammed Variyathodi           | India         | 21.18 |         |
| 14        | 1        | Nutthapong Veeravongratanasiri | Thailandia    | 21.37 |         |
| 15        | 3        | Markus Fuchs                   | Austria       | 21.37 |         |
| 16        | 2        | Imri Persiado                  | Israele       | 21.40 |         |
| 17        | 3        | Jiang Jiehua                   | Cina          | 21.41 |         |
| 18        | 3        | Pietro Pivotto                 | Italia        | 21.48 |         |
| 19        | 1        | Xholani Talane                 | Botswana      | 21.68 |         |
| 20        | 2        | Wang Yu                        | Cina          | 21.69 |         |
| 21        | 1        | Yang Chun-han                  | Taipei Cinese | 23.37 |         |
|           | 2        | Leon Tafirenyika               | Zimbabwe      | DNF   |         |
|           | 2        | Rodrigo do Nascimento          | Brasile       | DQ    | R163.3a |
|           | 3        | César Ramírez                  | Messico       | DQ    | R163.3a |

### Finale
| Pos. | Corsia | Nome                    | Nazione       | Tempo           | Note                          |
| ---- | ------ | ----------------------- | ------------- | --------------- | ----------------------------- |
|      | 4      | Paulo André de Oliveira | Brasile       | 20"28           | Miglior prestazione personale |
|      | 6      | Chederick van Wyk       | Sudafrica     | 20"44           | Miglior prestazione personale |
|      | 2      | Marcus Lawler           | Irlanda       | 20"55           |                               |
| 4    | 3      | Jun Yamashita           | Giappone      | 20"58           |                               |
| 5    | 7      | Ján Volko               | Slovacchia    | 20"66           |                               |
| 6    | 5      | Jordan Broome           | Regno Unito   | 20"75           |                               |
| 7    | 1      | Ko Seung-hwan           | Corea del Sud | 21"09           |                               |
| 8    | 8      | Zdeněk Stromšík         | Rep. Ceca     | 21"32           |                               |
|      |        |                         |               | Vento: +0,5 m/s |                               |